# Saison 1926-1927 des Canadiens de Montréal
Autres saisons
Saison précédente Saison suivante
La saison 1926-1927 de hockey sur glace est la dix-huitième saison que jouent les Canadiens de Montréal. Ils évoluent alors dans la Ligue nationale de hockey et finissent à la 2e place au classement de la Division Canadienne.

## Saison régulière

### Classement

#### Division Canadienne
|                        | PJ | V  | D  | N | BP | BC | Pts |
| ---------------------- | -- | -- | -- | - | -- | -- | --- |
| Sénateurs d'Ottawa     | 44 | 30 | 10 | 4 | 86 | 69 | 64  |
| Canadiens de Montréal  | 44 | 28 | 14 | 2 | 99 | 67 | 58  |
| Maroons de Montréal    | 44 | 20 | 20 | 4 | 71 | 68 | 44  |
| Americans de New York  | 44 | 17 | 25 | 2 | 82 | 91 | 36  |
| Maple Leafs de Toronto | 44 | 15 | 24 | 5 | 79 | 94 | 35  |

#### Division Américaine
|                       | PJ | V  | D  | N | BP  | BC  | Pts |
| --------------------- | -- | -- | -- | - | --- | --- | --- |
| Rangers de New York   | 44 | 25 | 13 | 6 | 95  | 72  | 56  |
| Bruins de Boston      | 44 | 21 | 20 | 3 | 97  | 89  | 45  |
| Blackhawks de Chicago | 44 | 19 | 22 | 3 | 115 | 116 | 41  |
| Pirates de Pittsburgh | 44 | 15 | 26 | 3 | 79  | 108 | 33  |
| Cougars de Détroit    | 44 | 12 | 28 | 4 | 76  | 105 | 28  |

## Match après match

### Novembre
| No | Date        | Visiteur              | Score | Domicile            | Fiche |
| -- | ----------- | --------------------- | ----- | ------------------- | ----- |
| 1  | 16 novembre | Les Canadiens         | 1-4   | Bruins de Boston    | 0-1-0 |
| 2  | 18 novembre | Sénateurs d'Ottawa    | 2-1   | Les Canadiens       | 0-2-0 |
| 3  | 20 novembre | Les Canadiens         | 2-1   | Maroons de Montréal | 0-3-0 |
| 4  | 23 novembre | Americans de New York | 0-2   | Les Canadiens       | 1-3-0 |
| 5  | 27 novembre | Rangers de New York   | 2-0   | Les Canadiens       | 1-4-0 |

### Décembre
| No | Date        | Visiteur               | Score | Domicile               | Fiche |
| -- | ----------- | ---------------------- | ----- | ---------------------- | ----- |
| 6  | 2 décembre  | Maple Leafs de Toronto | 0-2   | Les Canadiens          | 2-4-0 |
| 7  | 4 décembre  | Les Canadiens          | 1-4   | Sénateurs d'Ottawa     | 2-5-0 |
| 8  | 7 décembre  | Maroons de Montréal    | 2-3   | Les Canadiens          | 3-5-0 |
| 9  | 9 décembre  | Les Canadiens          | 5-2   | Pirates de Pittsburgh  | 4-5-0 |
| 10 | 11 décembre | Blackhawks de Chicago  | 3-0   | Les Canadiens          | 4-6-0 |
| 11 | 16 décembre | Bruins de Boston       | 2-2   | Les Canadiens          | 4-6-1 |
| 12 | 18 décembre | Les Canadiens          | 2-0   | Maple Leafs de Toronto | 5-6-1 |
| 13 | 22 décembre | Les Canadiens          | 3-1   | Blackhawks de Chicago  | 6-6-1 |
| 14 | 23 décembre | Les Canadiens          | 3-2   | Cougars de Détroit     | 7-6-1 |
| 15 | 30 décembre | Pirates de Pittsburgh  | 0-1   | Les Canadiens          | 8-6-1 |

### Janvier
| No | Date        | Visiteur               | Score | Domicile              | Fiche   |
| -- | ----------- | ---------------------- | ----- | --------------------- | ------- |
| 16 | 1er janvier | Les Canadiens          | 1-2   | Sénateurs d'Ottawa    | 8-7-1   |
| 17 | 4 janvier   | Les Canadiens          | 3-6   | Americans de New York | 8-8-1   |
| 18 | 6 janvier   | Les Canadiens          | 0-1   | Rangers de New York   | 8-9-1   |
| 19 | 8 janvier   | Sénateurs d'Ottawa     | 2-0   | Les Canadiens         | 8-10-1  |
| 20 | 13 janvier  | Americans de New York  | 1-3   | Les Canadiens         | 9-10-1  |
| 21 | 15 janvier  | Les Canadiens          | 1-0   | Maroons de Montréal   | 10-10-1 |
| 22 | 18 janvier  | Cougars de Détroit     | 3-5   | Les Canadiens         | 11-10-1 |
| 23 | 22 janvier  | Maple Leafs de Toronto | 0-4   | Les Canadiens         | 12-10-1 |
| 24 | 27 janvier  | Rangers de New York    | 3-2   | Les Canadiens         | 12-11-1 |
| 25 | 30 janvier  | Les Canadiens          | 2-1   | Americans de New York | 13-11-1 |

### Février
| No | Date        | Visiteur              | Score | Domicile               | Fiche   |
| -- | ----------- | --------------------- | ----- | ---------------------- | ------- |
| 26 | 1er février | Les Canadiens         | 1-0   | Rangers de New York    | 14-11-1 |
| 27 | 5 février   | Maroons de Montréal   | 0-1   | Les Canadiens          | 15-11-1 |
| 28 | 11 février  | Les Canadiens         | 1-6   | Blackhawks de Chicago  | 15-12-1 |
| 29 | 12 février  | Les Canadiens         | 4-1   | Cougars de Détroit     | 16-12-1 |
| 30 | 15 février  | Sénateurs d'Ottawa    | 1-1   | Les Canadiens          | 16-12-2 |
| 31 | 19 février  | Americans de New York | 0-3   | Les Canadiens          | 17-12-2 |
| 32 | 22 février  | Les Canadiens         | 1-2   | Sénateurs d'Ottawa     | 17-13-2 |
| 33 | 24 février  | Les Canadiens         | 3-2   | Maple Leafs de Toronto | 18-13-2 |
| 34 | 26 février  | Bruins de Boston      | 0-2   | Les Canadiens          | 19-13-2 |

### Mars
| No | Date     | Visiteur               | Score | Domicile               | Fiche   |
| -- | -------- | ---------------------- | ----- | ---------------------- | ------- |
| 35 | 1er mars | Cougars de Détroit     | 0-3   | Les Canadiens          | 20-13-2 |
| 36 | 3 mars   | Blackhawks de Chicago  | 7-7   | Les Canadiens          | 21-13-2 |
| 37 | 5 mars   | Les Canadiens          | 2-1   | Pirates de Pittsburgh  | 22-13-2 |
| 38 | 8 mars   | Les Canadiens          | 1-0   | Maroons de Montréal    | 23-13-2 |
| 39 | 10 mars  | Maple Leafs de Toronto | 2-4   | Les Canadiens          | 24-13-2 |
| 40 | 15 mars  | Sénateurs d'Ottawa     | 1-4   | Les Canadiens          | 25-13-2 |
| 41 | 19 mars  | Maroons de Montréal    | 0-5   | Les Canadiens          | 26-13-2 |
| 42 | 22 mars  | Les Canadiens          | 1-0   | Bruins de Boston       | 27-13-2 |
| 43 | 24 mars  | Les Canadiens          | 6-3   | Americans de New York  | 28-13-2 |
| 44 | 26 mars  | Les Canadiens          | 1-2   | Maple Leafs de Toronto | 28-14-2 |

## Effectif

### Gardien de but
- George Hainsworth
- Alphonse Lacroix

### Défenseur
- Sylvio Mantha
- Herb Gardiner
- Albert Leduc
- Amby Moran

### Attaquant
- Howie Morenz
- Aurèle Joliat
- Pit Lépine
- Art Gagné
- Harold Hart
- Billy Boucher
- Carson Cooper
- Wildor Larochelle
- Léo Lafrance
- Pete Palangio
- Art Gauthier

### Directeur Général
- Léo Dandurand

### Entraîneur
- Cecil Hart